# Thorolf Hedborg
Thorolf Gustafsson Hedborg, född den 20 december 1882 i Kristinehamn, död den 16 oktober 1965 i Stockholm, var en svensk läkare.
Hedborg blev medicine licentiat i Stockholm 1909, var amanuens och underläkare vid Serafimerlasarettet 1908–1916 och praktiserade som läkare i Stockholm från 1911. Han var överläkare vid Loka brunn 1915–1938, biträdande läkare vid Eugeniahemmet 1925–1956 och utsågs till livmedikus 1926. Hedborg var läkare vid Drottninghuset från 1936, biträdande läkare vid Riksförsäkringsverket från 1936, läkare vid sjukförsäkringsaktiebolaget Eir från 1938, vid Allmänna änke- och pupillkassan från 1939 och vid livförsäkringsaktiebolaget Förenade-Framtiden 1941–1955. Han blev riddare av Vasaorden 1920 och av Nordstjärneorden 1928 samt kommendör av andra klassen av Vasaorden 1937 och av Nordstjärneorden 1947.
Thorolf Hedborg var far till kammarrättspresidenten Gustaf Hedborg och svärfar till lagmannen Bo Beskow.